# Aitana Bonmatí
Aitana Bonmatí (født 18. januar 1998) er en kvindelig spansk fodboldspiller, der spiller midtbane for FC Barcelona og Spaniens kvindefodboldlandshold.
Hun fik sin officielle debut på det spanske landshold i 3. december 2017 mod Østrig, hvor hun blev indskiftet i 53. minut af Amanda Sampedro. Bonmatí har desuden deltaget ved VM i fodbold 2019 i Frankrig, hvor hun spillede i 53 minutter i alt tre kampe ved slutrunden. Hun blev også udtaget til landstræner Jorge Vildas officielle trup mod EM i fodbold for kvinder 2022 i England.
Hun var også med til at vinde UEFA Women's Champions League 2020-21 med FC Barcelona, for første gang, hvor hun desuden scorede en af de afgørende mål og modtog prisen som finalens bedste spiller.